# Lena Endre
Lena Endre Hobert (nacida el 8 de julio de 1955) es una actriz sueca.

## Biografía
Nació en Lidingö, provincia de Estocolmo, y creció en Härnösand, Ångermanland y Trollbäcken, Tyresö. Se hizo muy conocida en Suecia en los años 1980 por su participación en las teleseries Varuhuset y Lorry. Desde entonces, ha actuado en numerosas series de televisión y películas, tanto en Suecia como en Noruega. Uno de los papeles más importantes de su carrera fue en la película de Liv Ullmann Infiel (2000), por la cual fue nominada como Mejor Actriz Europea por la Academia de Cine Europeo.
Ha actuado en dos películas del director danés Simon Staho: Dag och Natt y Himlens Hjärta, por las que fue nominada como Mejor Actriz Principal por los Premios del Cine Sueco, "Guldbagge".
En 2009 encarnó el papel de Erika Berger, una de las protagonistas de la Trilogía Millennium de Stieg Larsson, trilogía que fue llevada al cine compuesta por Män som hatar kvinnor, Flickan som lekte med elden y Luftslottet som sprängdes.
Endre está casada con el director sueco Richard Hobert desde el año 2000. En su primer matrimonio, con el actor Thomas Hanzon, tuvo dos hijos.

## Filmografía
- Kingsman:The golden circle (2018)

- Viva Hate (TV-serie) (2014)
- Skumtimmen (2013)
- The Master (2012)
- With Every Heartbeat (2011)
- Limbo (2010)
- Wallander (Suecia; temporada 1 y 2) (2009/2010)
- Angel (2009)
- Luftslottet som sprängdes (2009)
- Flickan som lekte med elden (2009)
- Män som hatar kvinnor (2009)
- Himlens Hjärta (2008)
- Göta Kanal 2 - Kanalkampen (2006)
- Dag och natt (2004)
- Alla älskar Alice (2002)
- Musikk for bryllup og begravelser (2002)
- Gossip (2000)
- Trolösa (2000)
- Ögat (1998)
- Larmar och gör sig till (1997, TV)
- Ogifta par - en film som skiljer sig (1997)
- Jerusalem (1996)
- Kristin Lavransdatter (1995)
- Yrrol (1994)
- Hedda Gabler (TV serie) (1993)
- Söndagsbarn (1992)
- Las mejores intenciones (1992)
- Besökarna (1988)